# Estby, Kyrkslätt
Estby (finska: Eestinkylä) är en by i Kyrkslätt i det finländska landskapet Nyland. År 2011 fanns det 718 invånare i byn.
Estby ligger cirka fem kilometer söder om Kyrkslätts centrum. Byn består av egnahemshus och åkrar. Genom byn rinner två stora åar. I Estby finns en liten gårdsbod som säljer bland annat bröd, bakverk, sylt, honung, mjöl och gryn, korv, ost, grönsaker och hantverk.
Padis kloster i Estland innehade jord från Kyrkslätt på 1400-talet och byn har antagligen fått sitt namn därifrån.